# Hans Eichinger
Hans Eichinger (...) è un ex bobbista austriaco.

## Biografia
Attivo durante gli anni settanta come frenatore per la squadra nazionale austriaca, ha preso parte ad almeno cinque edizioni dei campionati mondiali, conquistando in totale due medaglie. Nel dettaglio i suoi risultati nelle prove iridate sono stati, nel bob a quattro: medaglia d'argento a Lake Placid 1973 con Walter Delle Karth, Werner Delle Karth e Fritz Sperling, medaglia di bronzo a Sankt Moritz 1974 con gli stessi compagni, settimo a Sankt Moritz 1977, quarto a Lake Placid 1978 e sesto a Schönau am Königssee 1979.

## Palmarès

### Mondiali
- 2 medaglie:
  - 1 argento (bob a quattro a Lake Placid 1973);
  - 1 bronzo (bob a quattro a Sankt Moritz 1974).